# Muszlowiec krótki
Muszlowiec krótki (Lamprologus brevis) – gatunek słodkowodnej ryby z rodziny pielęgnicowatych (Cichlidae). Często zaliczany do rodzaju Neolamprologus. Bywa hodowany w akwariach.

## Występowanie
Litoral piaszczysty jeziora Tanganika w Afryce, na głębokości 6–50 m. Gatunek endemiczny.

## Opis
Ciało lekko bocznie spłaszczone, zwykle brązowo-beżowe (istnieje wiele odmian barwnych), z pionowymi pręgami. Błyszcząca plama na pokrywach skrzelowych. Krawędzie płetw grzbietowej i ogonowej jasnopomarańczowe, a odbytowej – czarne.
Jedna z najmniejszych muszlowców. Stosunkowo spokojne, czasem płochliwe ryby. Agresję okazują jedynie w okresie rozrodu. Dobierają się w pary lub tworzą grupy haremowe.

## Dymorfizm płciowy
Samce większe od samic, osiągają do 6 cm, samice do 4 cm długości. U samców płetwy brzuszne, grzbietowa i odbytowa wyraźnie dłuższe, ostro zakończone.

## Warunki w akwarium
| Zalecane warunki w akwarium | Zalecane warunki w akwarium                                            |
| --------------------------- | ---------------------------------------------------------------------- |
| Zbiornik                    | minimum 60 cm dla jednej lub dwu par, piaszczyste dno, muszle ślimaków |
| Temperatura wody            | 25–28 °C                                                               |
| Twardość wody               | twarda 8–25°n                                                          |
| Skala pH                    | 7,5–8,5                                                                |
| Pokarm                      | drobny żywy, mrożony i suchy                                           |

## Rozmnażanie
Za swoją kryjówkę i miejsce rozrodu obierają pustą muszlę ślimaków, którą wspólnie zamieszkują. Często muszla jest zakopywana w piasku. Samica składa w muszli do 30 ziaren ikry. Larwy wykluwają się po ok. 3 dniach, a po kolejnych 7–8 dniach narybek rozpoczyna samodzielne żerowanie. Ikrą i narybkiem opiekuje się samica. Młode mogą przebywać w rewirze rodziców do kolejnego tarła.